# لعزيب (بني وكيل)
لعزيب هو دُوَّار يقع بجماعة لولجة، إقليم تاونات، جهة فاس مكناس في المملكة المغربية. ينتمي الدوّار لمشيخة بني وكيل التي تضم 21 دوار. يقدر عدد سكانه بـ 137 نسمة حسب الإحصاء الرسمي للسكان والسكنى لسنة 2004.

## روابط خارجية
- البوابة الوطنية للجماعات الترابية نسخة محفوظة 12 مارس 2018 على موقع واي باك مشين.
- المندوبية السامية للتخطيط